# Phyllogomphoides duodentatus
Phyllogomphoides duodentatus är en trollsländeart som beskrevs av Donnelly 1979. Phyllogomphoides duodentatus ingår i släktet Phyllogomphoides och familjen flodtrollsländor. IUCN kategoriserar arten globalt som livskraftig. Inga underarter finns listade i Catalogue of Life.